# Ураган (коктейль)
Ураган (англ. hurricane) — солодкий алкогольний напій на основі рому, фруктового соку та сиропу або гренадину. Один з багатьох популярних напоїв Нового Орлеану.
Авторство цього родича дайкірі кольору маракуї приписують власникові таверни Пет О'Браян (англ. Pat O'Brien), що в Новому Орлеані. У 1940-х роках йому треба було створити новий напій, аби позбутись від усього непопулярного рому, що його змушували купувати дистриб'ютори, перш ніж продати йому ящик більш популярних лікерів на кшталт скотчу чи інших віскі. Він наливав суміш у склянку форми гасової лампи та подавав її морякам.
Напій набув популярності, і з того часу залишився основою алкогольних коктейлів у Французькому кварталі. Здебільшого його подають в одноразовому пластиковому посуді, оскільки закони Нового Орлеану дозволяють йти з бару із напоєм та вживати алкоголь у громадських місцях, проте останній повинен бути не у скляній тарі. 
Ураган готують по-іншому на Багамських островах. Там напій складається з різних пропорцій кавового лікеру, рому Bacardi 151, ірландського крему та апельсинового лікеру Grand Marnier. Здебільшого коктейль подають у центральних барах Нассау, столиці Багамів.